# Jacques Fullard
Jacques Fullard (né le 19 septembre 1974 à Pietersburg) est un coureur cycliste sud-africain.

## Palmarès
- 1996
  - Prix de la Saint-Laurent Espoirs
- 1997
  - 3e du championnat d'Afrique du Sud sur route
- 1998
  - 2e du championnat d'Afrique du Sud sur route
- 1999
  - 6e étape du Tour du Cap
  - 3e du championnat d'Afrique du Sud sur route
  -  Médaillé de bronze de la course en ligne aux Jeux africains
- 2001
  -  Champion d'Afrique sur route
  -  Champion d'Afrique du Sud sur route
- 2003
  - 2e du Prix des Moissons
- 2004
  - Pick n Pay Amashovashova National Classic
- 2005
  - Powerade Dome 2 Dome Cycling Spectacular
- 2006
  -  Champion d'Afrique du Sud sur route

## Classements mondiaux
| Année           | 2005 | 2006 |
| --------------- | ---- | ---- |
| UCI Africa Tour | 43e  | 9e   |